# Кистеухая белка
Кистеухая белка (лат. Rheithrosciurus macrotis) — вид грызунов, выделяемый в самостоятельный род Rheithrosciurus семейства Беличьи.

## Ареал и местообитание
Встречается исключительно на острове Калимантане, где живёт в тропических лесах. На севере и юго-востоке острова отсутствуют, а в центре Калимантана они лучше всего распространены. В лесу, как правило, белка передвигается по земле, но также хорошо карабкается по деревьям.

## Биологическое описание
По особенностям строения черепа кистеухие белки отличаются от остальных белок: их череп плоский и широкий. В резцах имеется 7—10 щелевидных углублений, которые также являются уникальными. Кистеухие белки имеют очень большие для беличьих размеры: длина тела составляет 40 см, а хвоста — ещё 30 см. Верхняя сторона тела красно-коричневая. Морда серая, снизу беловатая.
Кистеухая белка является обладателем самого пушистого хвоста относительно массы тела. Он на 30 % больше остального туловища и превышает аналогичные показатели у сахарной сумчатой летяги, изящной сумчатой летяги и североамериканского какомицли. Исследовавший эту часть тела животного индонезийский учёный Эрик Мейард предполагает, что такие размеры хвоста требуется белке, чтобы вводить в заблуждение хищников.

## Питание
Основу рациона кистеухих белок составляют фрукты, которые они едят сидя, и крупные желуди. Кроме того, могут охотиться на птиц и мелких беспозвоночных.